# Vasaloppsstenen

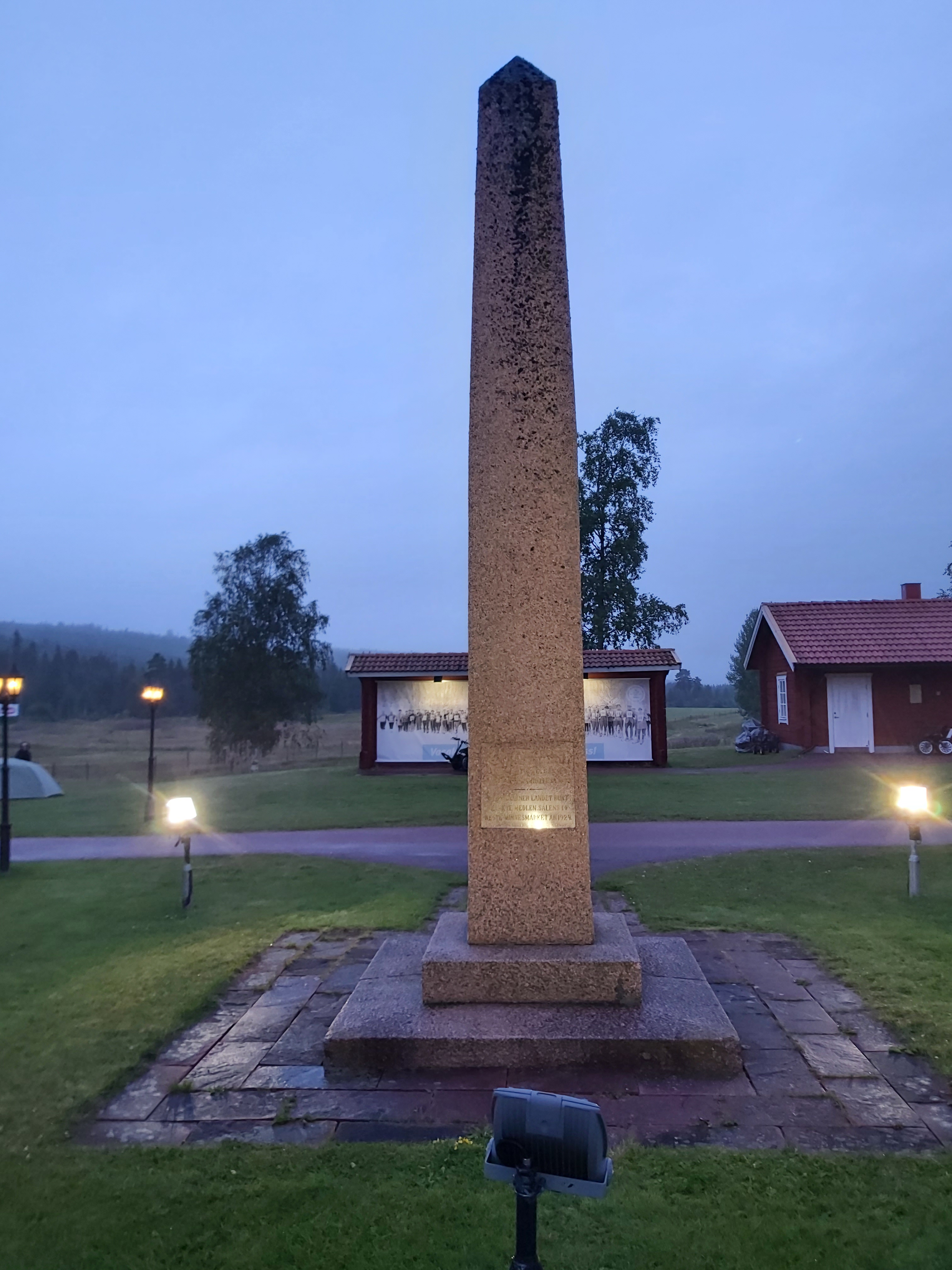
Vasaloppsstenen i Berga by.

Vasaloppsstenen  är ett minnesmärke över Vasaloppets samtliga segrare. Monumentet avtäcktes 1924 och står i Berga by i Malung-Sälens kommun.

## Skulpturen

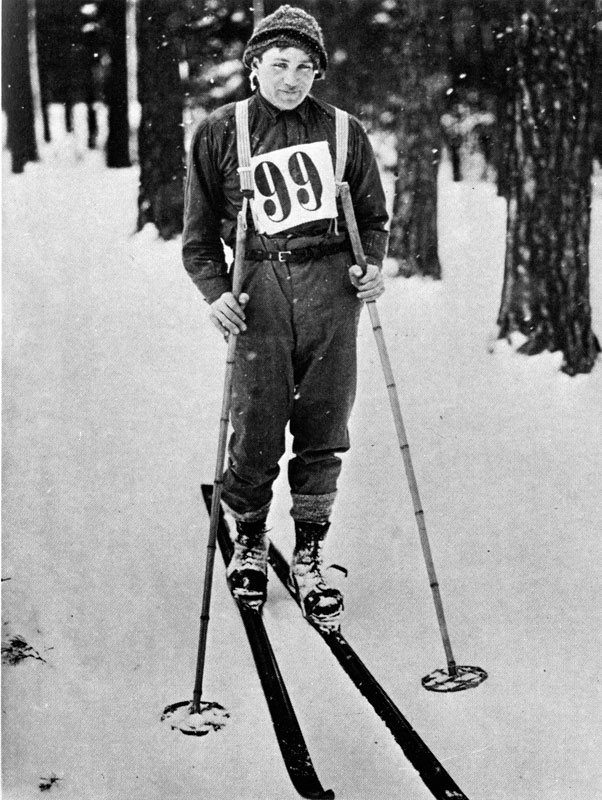
Ernst Alm, förste Vasaloppsvinnare 1922

Monumentet består av en cirka 5,5 meter hög och cirka 5,5 ton tung spetsad obelisk i rödaktig granit, stenen kommer från ett stenbrott i Gesunda nära Mora. Obelisken står på ett fundament av fuktad granit  omgiven av sandstenshällar.
På pelarens sidor finns namnen på alla personer som vunnit loppet genom åren. På baksidan finns namnet på Anders Pers som stod bakom idén till Vasaloppet.
Monumentet tillverkades 1923 av stenhuggarfirman "Alfred Nilssons Granit & Porfyrsliperi" i Oxberg.

## Historia
Monumentet avtäcktes av landshövdingen den 21 juni (midsommardagen) 1924 under en stor ceremoni vid Västerdalälvens strand i Sälen by. Monumentet bekostades av gåvor efter en stor insamling.
1961 flyttades monumentet till Vasaloppets startplats i Berga by, 1995 flyttades obelisken till sin nuvarande plats vid Vasaloppshuset.
2007 blev obeliskens ena sida fulltecknad, från 2008 påbörjades inskriptionerna på ny sida av stenen  I dag är Vasaloppsstenen ett populärt utflyktsmål för turister från hela världen.

## Galleri

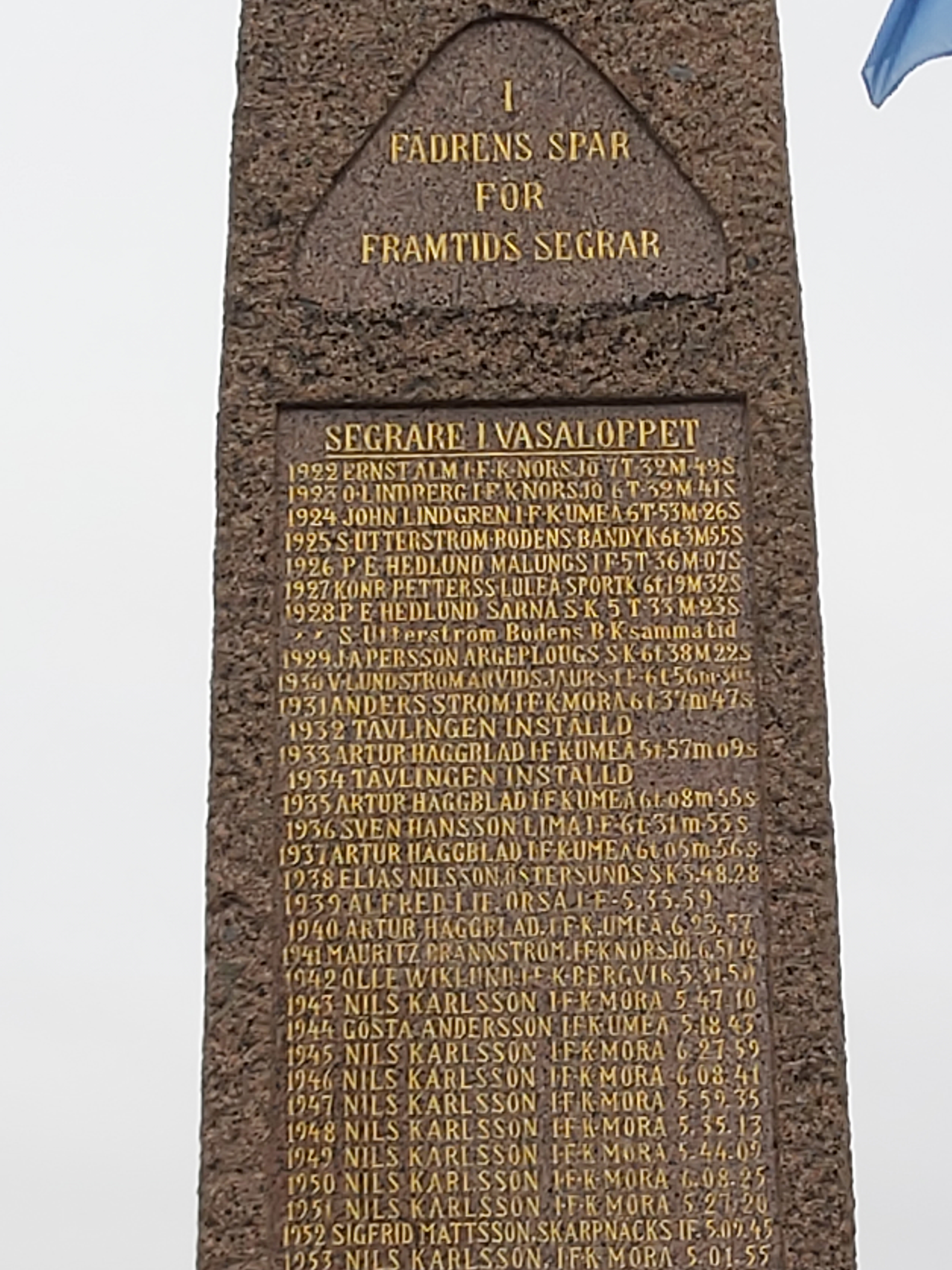
1922-1952
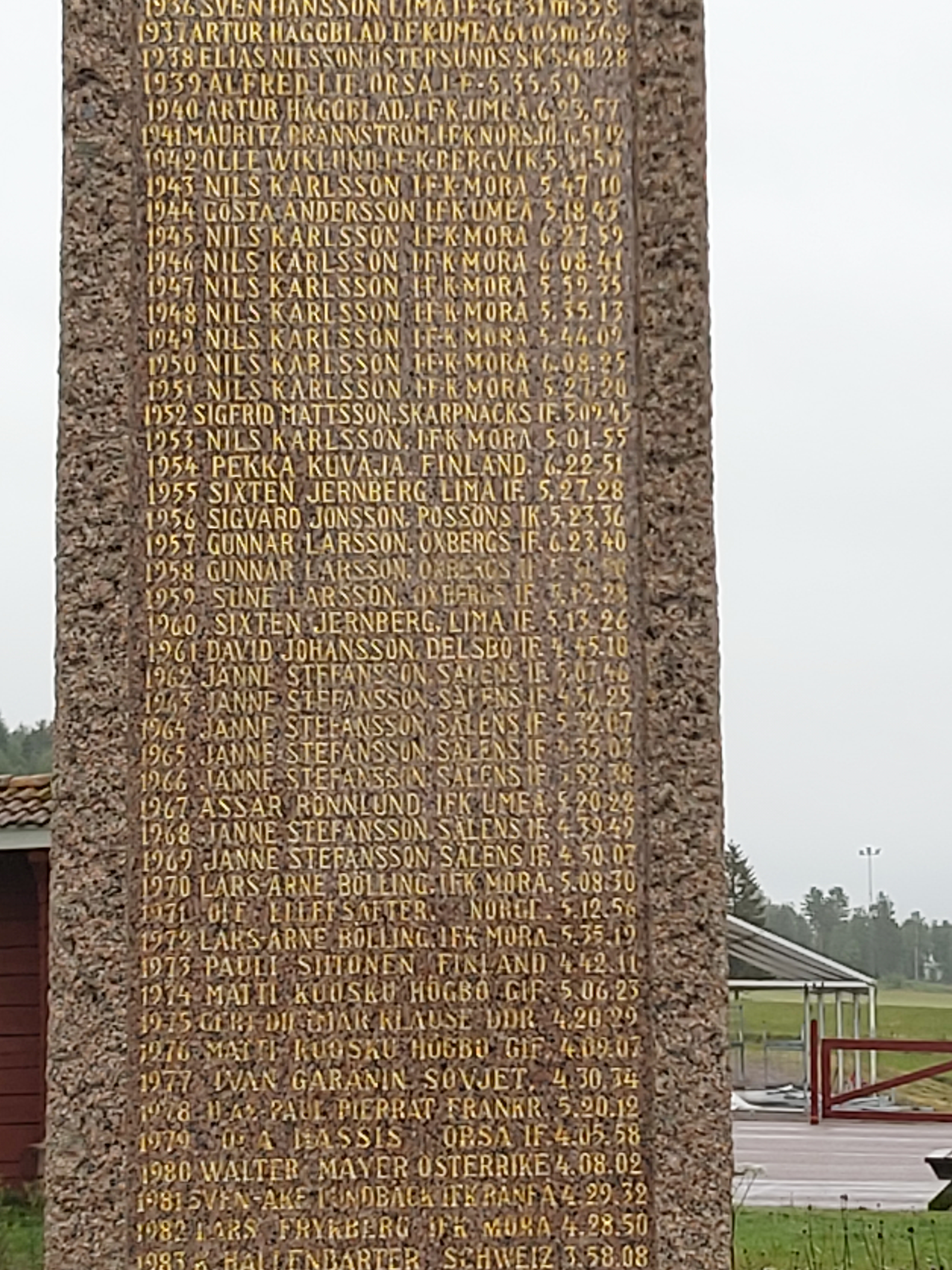
1952-1982
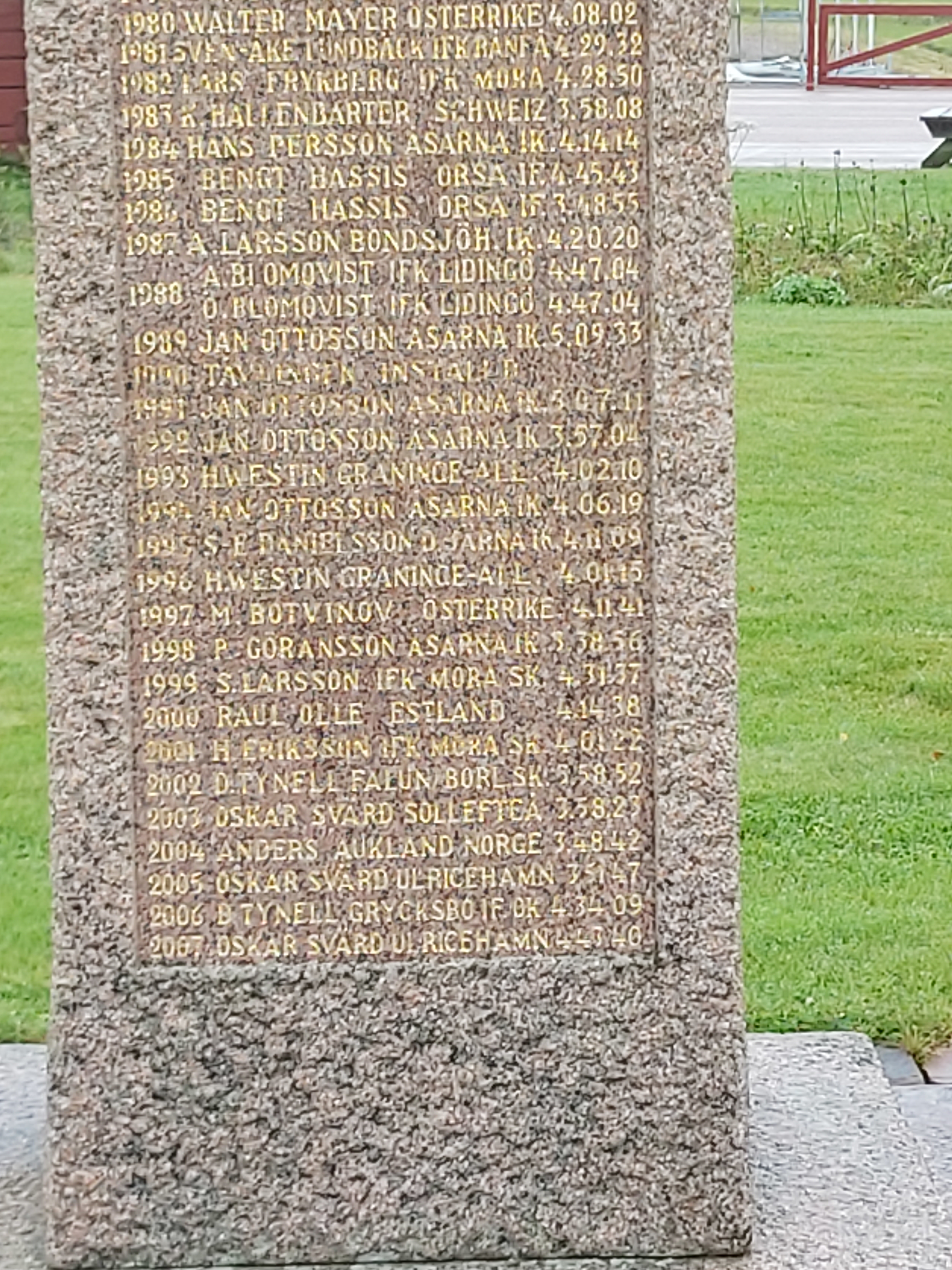
1980-2007
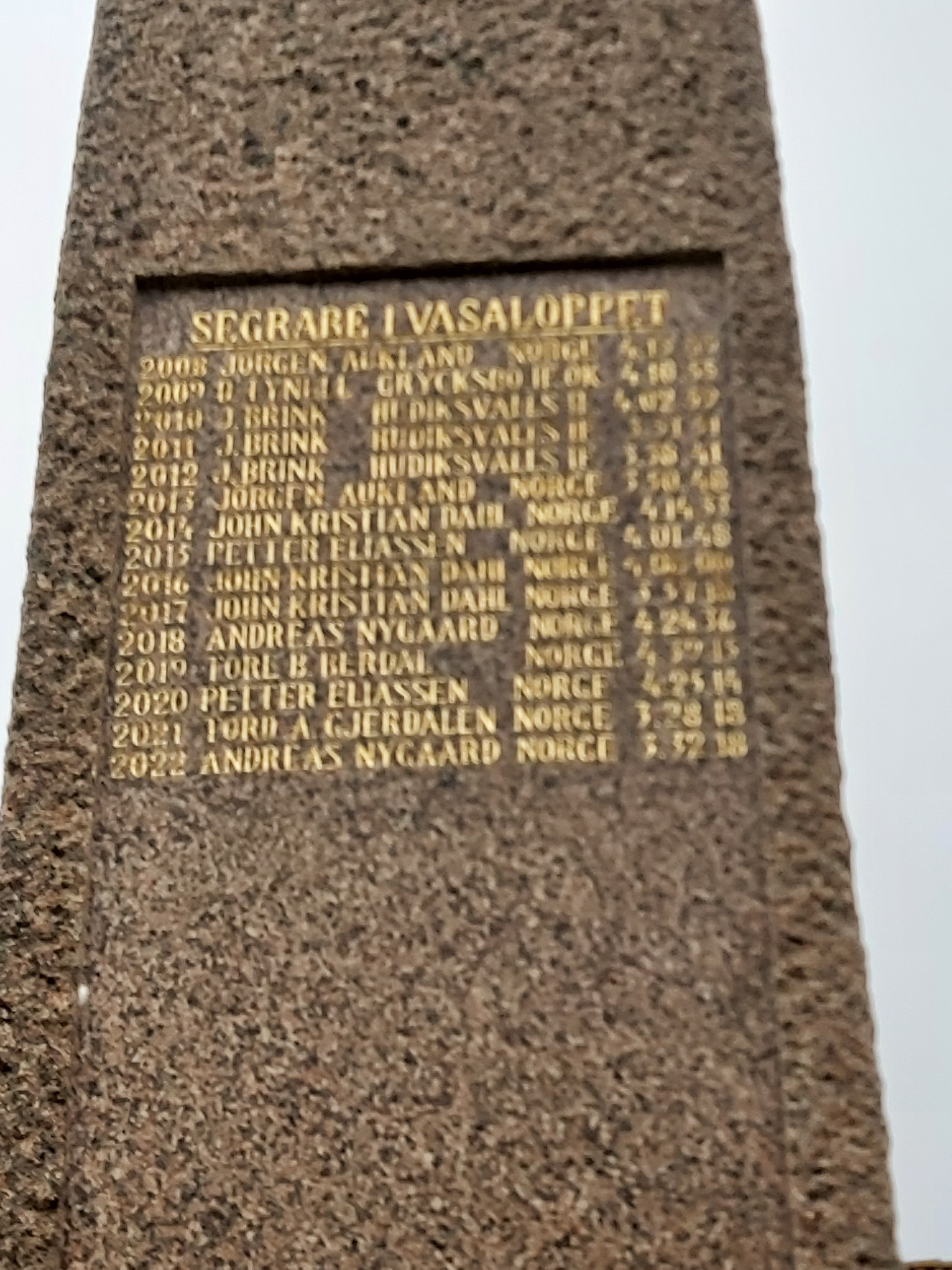
2008-2022